# Tłuściec (gmina)
Tłuściec – dawna gmina wiejska istniejąca w latach 1809–1954 na Lubelszczyźnie. Siedzibą gminy był Tłuściec.
Gmina Tłuściec jako jednostka jednowioskowa powstała w 1809 roku w Księstwie Warszawskim. Po podziale Królestwa Polskiego na powiaty i gminy z początkiem 1867 roku gmina weszła w skład w powiatu radzyńskiego w guberni siedleckiej (od 1912 gubernia lubelska). W 1919 roku gmina weszła w skład woj. lubelskiego i składała się z następujących wsi: Tłuściec, Koszaliki, Kożuszki, Łuby, Łukowisko, Łuniew, Manie, Rogoźnica, Wólka Krzymowska, Zasiadki, Hałasy, Dołhołęka i Przyłuki. Podczas okupacji gmina należała do dystryktu lubelskiego (w Generalnym Gubernatorstwie).
Według stanu z dnia 1 lipca 1952 roku gmina Tłuściec składała się z 15 gromad. Jednostka została zniesiona 29 września 1954 roku wraz z reformą wprowadzającą gromady w miejsce gmin. Z obszaru gminy utworzono Gromadzkie Rady Narodowe w Krzewicy i Tłuśćcu. Po reaktywowaniu gmin z dniem 1 stycznia 1973 roku gminy Tłuściec nie przywrócono a jej obszar wszedł w skład gminy Międzyrzec Podlaski.